# 수수꽃다리속
수수꽃다리속은 물푸레나무과의 속으로, 라일락이 가장 대표적이라 할 수 있겠다.
대한민국에는 수수꽃다리, 정향나무, 개회나무, 꽃개회나무, 섬개회나무, 털개회나무, 버들개회나무 등이 있으나, 생김새가 비슷해 서로 혼동해서 부르는 일이 많고 종의 이름이 대부분 정리가 되지 않았다.
1947년 미국 군정청 소속 식물 채집가였던 엘윈 M. 미더(Elwin M. Meader)가 도봉산 바위틈에서 자라고 있던 Syringa patula의 종자를 미국으로 가져가 개량해서 ‘미스김 라일락(Miss Kim Lilac, Syringa patula "Miss Kim")’이라는 품종을 만들었고 당시 식물자료 정리를 도왔던 한국인 타이피스트 미스김의 성을 따서 붙였으며, 현재 한국으로 역수입되는 상황이다.
수수꽃다리속에 속하는 종은 다음과 같다.
- Syringa dilatata - 수수꽃다리
- Syringa emodi
- Syringa josikaea
- Syringa julianae
- Syringa laciniata
- Syringa meyeri
- Syringa patula - 털개회나무
- Syringa pekinensis
- Syringa persica
- Syringa pinetorum
- Syringa pinnnatifolia
- Syringa pubescens
- Syringa pubescens subsp. patula -정향나무[깨진 링크(과거 내용 찾기)]
- Syringa reflexa
- Syringa reticulata - 개회나무
- Syringa sweginzowii
- Syringa tomentella
- Syringa villosa
- Syringa vulgaris - 라일락
- Syringa wolfii - 꽃개회나무
- Syringa yunnanensis

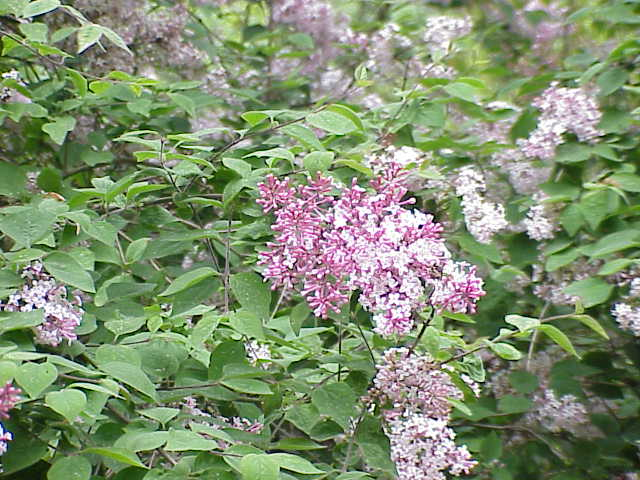
Syringia julianae
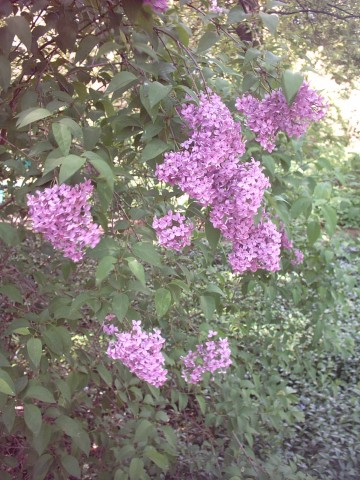
Syringa persica
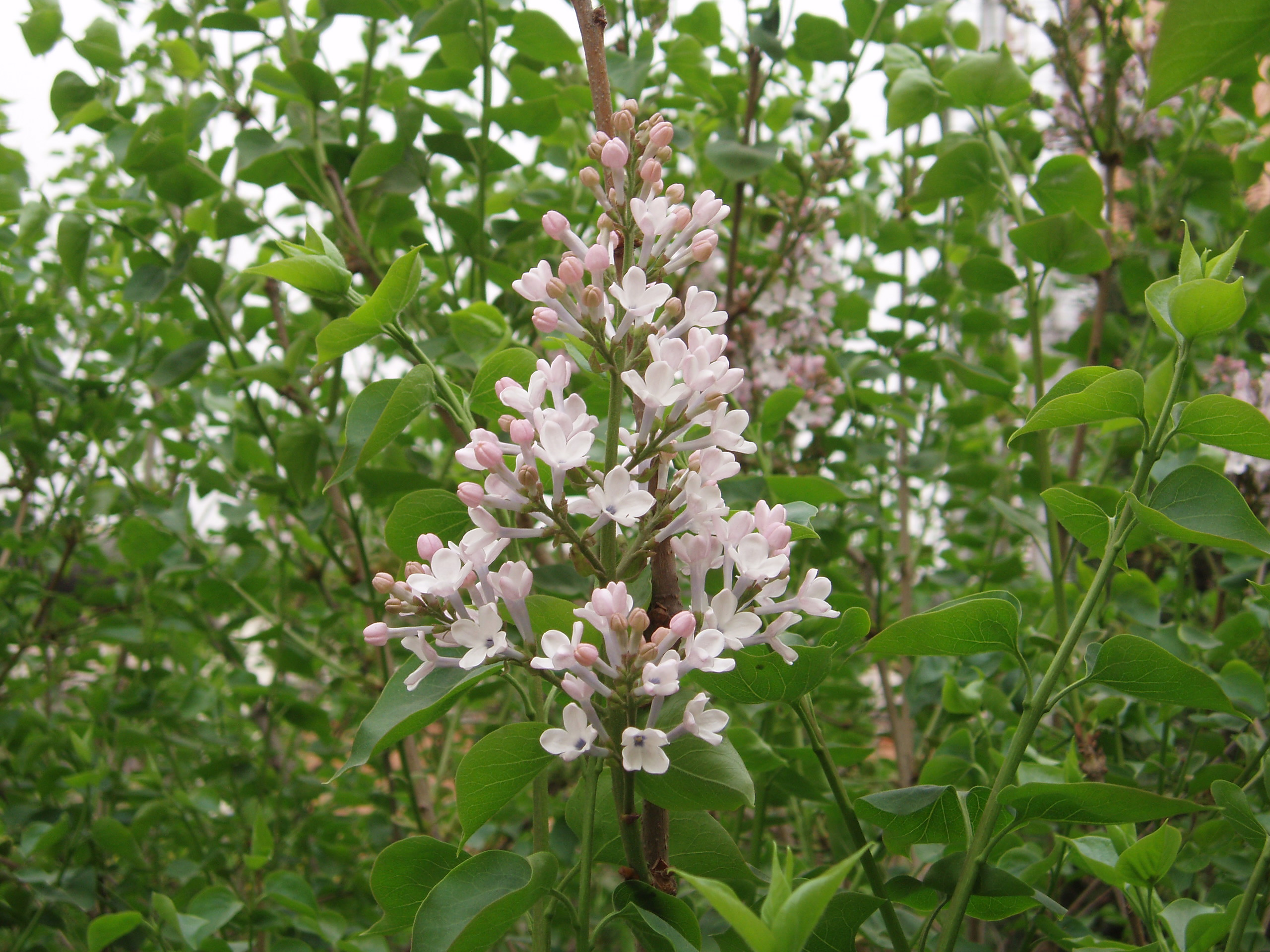
Syringa oblata
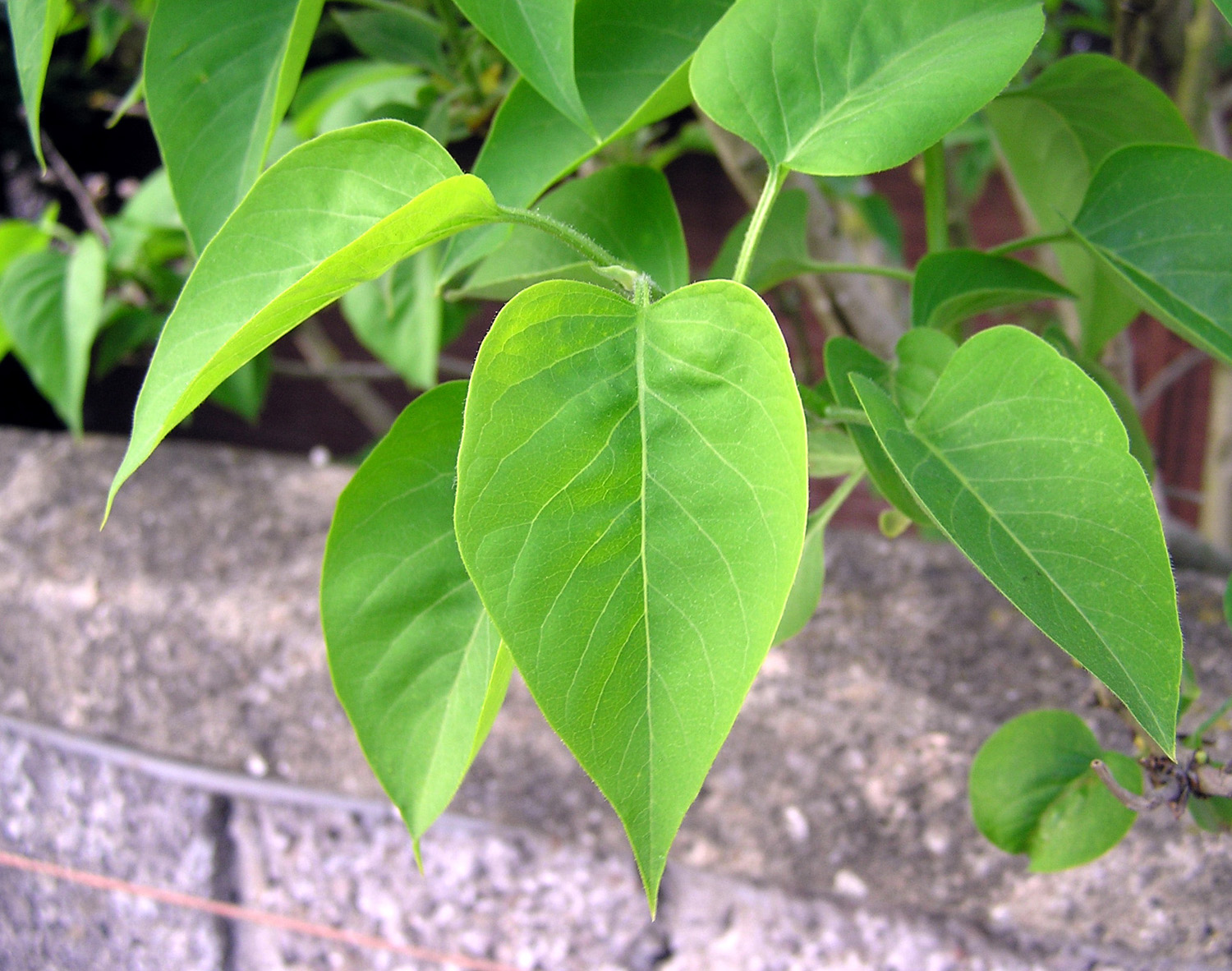
이파리